# Platymantis insulatus
Platymantis insulatus är en groddjursart som beskrevs av Brown och Angel C. Alcala 1970. Platymantis insulatus ingår i släktet Platymantis och familjen Ceratobatrachidae. IUCN kategoriserar arten globalt som akut hotad. Inga underarter finns listade i Catalogue of Life.